# Бјеф
Бјеф (фр. Bief) насеље је и општина у источној Француској у региону Франш-Конте, у департману Ду која припада префектури Монбелијар.
По подацима из 2011. године у општини је живело 111 становника, а густина насељености је износила 29,13 становника/km². Општина се простире на површини од 3,81 km². Налази се на средњој надморској висини од 362 метара (максималној 660 m, а минималној 357 m).

## Демографија
| 1962. | 1968. | 1975. | 1982. | 1990. | 1999. | 2011. |
| ----- | ----- | ----- | ----- | ----- | ----- | ----- |
| 113   | 117   | 98    | 124   | 132   | 123   | 111   |

График промене броја становника у току последњих година